# Imogen Stubbs
 (Rothbury, 20 febbraio 1961) è un'attrice britannica.

## Biografia
Dopo la laurea ad Oxford, Imogen Stubbs ha proseguito con gli studi alla Royal Academy of Dramatic Art. Mentre studiava recitazione alla RADA, Stubbs ottenne un grande successo teatrale quando interpretò la protagonista Sally nel musical Cabaret in scena ad Ipswich. Dopo la laurea ha lavorato a lungo con la Royal Shakespeare Company, dove si fece notare come un'apprezzata Desdemona nell'Otello diretto da Trevor Nunn. Nel 1997 recitò accanto a Jessica Lange in un revival londinese di Un tram che si chiama desiderio. Alla carriera teatrale, sempre attiva, ha affiancato anche quella televisiva e cinematografica, oltre ad aver scritto una commedia andata in scena nel West End di Londra (We Happy Few, 2004) e a collaborare con il Reader's Digest in veste di editrice e scrittrice.
Dal 1994 al 2011 è stata sposata con il regista Sir Trevor Nunn, da cui ha acquisito il titolo, e la coppia ha avuto due figlie.

## Filmografia parziale

### Cinema
- Nanou, regia di Conny Templeman (1986)
- Un amore d'estate (A Summer Story), regia di Piers Haggard (1988)
- Erik il Vikingo (Erik the Viking), regia di Terry Jones (1989)
- I corridoi del potere (True Colors), regia di Herbert Ross (1991)
- Jack & Sarah, regia di Tim Sullivan (1995)
- Ragione e sentimento (Sense and Sensibility)m regia di Ang Lee (1995)
- La 12ª notte (Twelfth Night: Or What You Will), regia di Trevor Nunn (1996)

### Televisione
- Casualty - serie TV, 1 episodio (2005)
- Miss Marple (Agatha Christie's Marple) – serie TV, episodio 2x02 (2006)
- New Tricks - Nuove tracce per vecchie volpi (New Tricks) - serie TV, 1 episodio (2009)
- Doctors - serie TV, 1 episodio (2012)
- Holby City - serie TV, 1 episodio (2017)
- Delitti in Paradiso (Death in Paradise) - serie TV, episodio 7x03 (2018)
- L'ispettore Barnaby (Midsomer Murders) - serie TV, episodio 21x03 (2020)

## Doppiatrici italiane
- Claudia Razzi in Jack & Sarah
- Cristina Boraschi in Ragione e sentimento